# Jana Michailidu

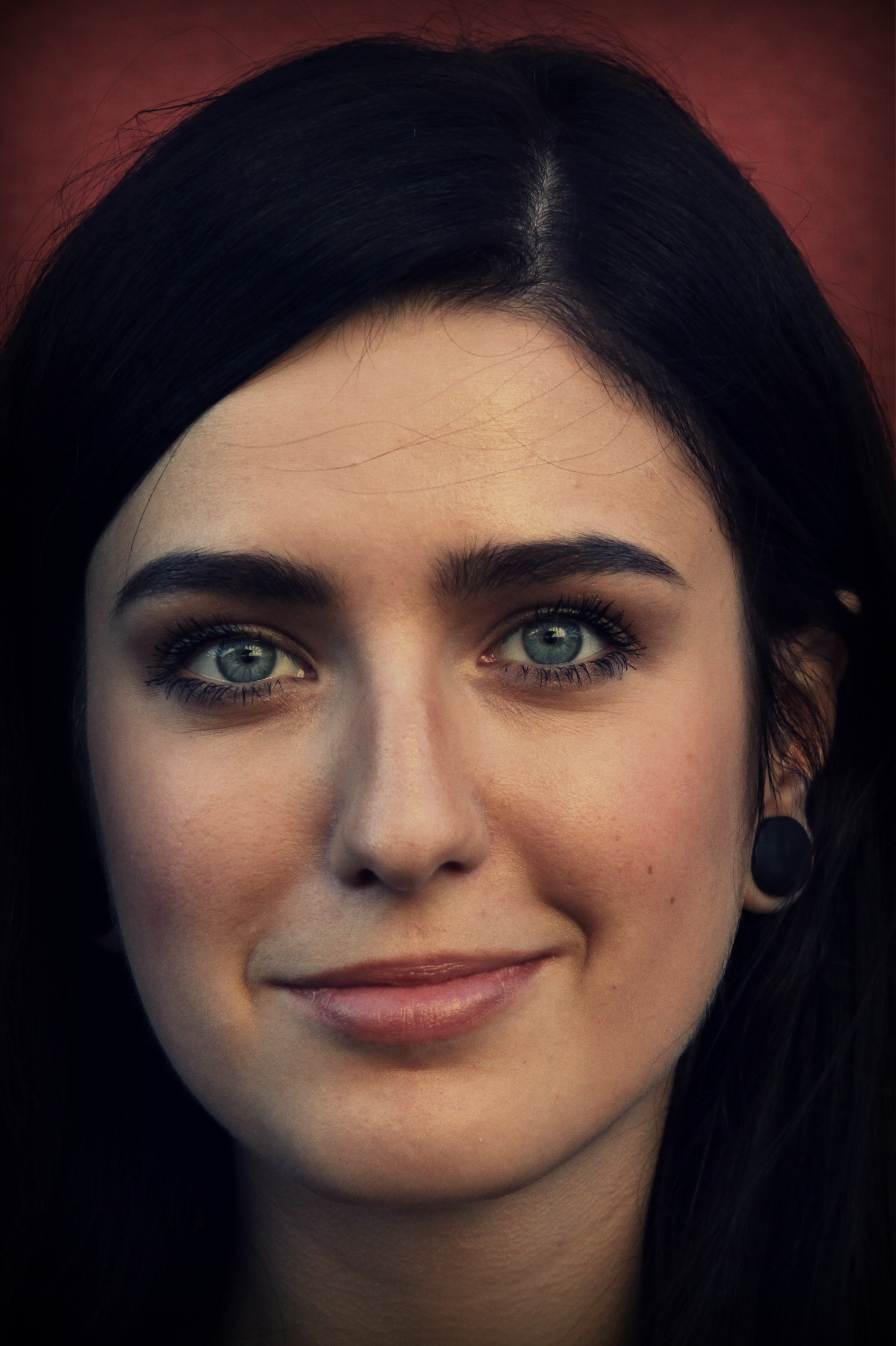
Jana Michailidu (2013)

Jana „Janka“ Michailidu (* 18. Oktober 1990 in Petrovice u Karviné) ist eine tschechische Politikerin und war 2014 zeitweise amtierende Vorsitzende der Česká pirátská strana (ČPS).

## Leben
Michailidu, die in einer gemischten griechisch-tschechischen  Familie geboren wurde, besuchte das Gymnasium in Karviná und studierte an der Universität für Chemie und Technologie in Prag.
Am 18. Januar 2014 wurde sie in das Amt einer Vizevorsitzenden der ČPS gewählt. Nach dem Rücktritt des Parteivorsitzenden Ivan Bartoš saß sie der Partei seit dem 6. Juni 2014 geschäftsführend vor, ab 2. August 2014 wurde sie durch Lukáš Černohorský abgelöst. Sie war Mitglied im Vorstand der Young Pirates of Europe (YPE).